# Batwing (Six Flags America)
Pour les articles homonymes, voir Batwing.
Batwing sont des montagnes russes volantes du parc Six Flags America, situé à Largo, dans le Maryland, aux États-Unis. Elles ont été construites par Vekoma et ont ouvert le 16 juin 2001. Le parcours de l'attraction est identique à celui de Firehawk, des montagnes russes du même modèle du parc Kings Island.

## Éléments de parcours
- Lie-to-fly
- Horseshoe turn
- Fly-to-lie
- Looping vertical
- Lie-to-fly
- Double inline twist
- Hélice descendante de 450˚
- Fly-to-lie

## Trains
Batwing a trois trains de six wagons. Les passagers sont placés à quatre sur un rang pour un total de vingt-quatre passagers par train.